# Perversione
La perversione (dal latino perversionis, sconvolgimento, deviazione) è un atteggiamento deviato che idealizza e persegue comportamenti deviati rispetto al senso comune. Questo termine, dunque, viene utilizzato per quei comportamenti che si oppongono all'ortodossia ed alla normalità. Solitamente perversione è utilizzato come sinonimo di devianza, anche se più precisamente quest'ultima rappresenta una violazione delle norme sociali riconosciute. A causa della differenza tra le varie culture del concetto di "normalità", questo termine può riferirsi a situazioni e comportamenti diversi a seconda della cultura di provenienza e dell'epoca, non avendo dunque un significato assoluto e per di più in evoluzione con il cambiamento della società.

## Descrizione
In passato questo termine era utilizzato soprattutto in ambito religioso per descrivere un'eresia, cioè quel modo di pensare che si opponeva alla comune visione del mondo. Attualmente, tuttavia, questo termine è utilizzato in massima parte nell'ambito della sessualità per descrivere tutte quelle pratiche sessuali il cui fine differisce dal congiungimento dei genitali (il classico coito). Riguardo alle perversioni sessuali, già durante gli anni 1970 lo psichiatra statunitense Robert Stoller mise in dubbio le classiche distinzioni in "normale" e "perverso" applicate nell'ambito del comportamento sessuale, notando la mancanza di una linea di demarcazione netta ad eccezione della violazione dei diritti altrui.
Con l'evolversi dei costumi sociali, oggigiorno la perversione è più strettamente legata al concetto di parafilia solamente quando scaturiscono condizioni patologiche. Secondo Sigmund Freud la perversione è data dalla tensione al puro godimento, liberando questo termine dalla sua accezione puramente negativa: la perversione è la negazione della nevrosi, uno dei due possibili esiti a cui va incontro l'Io quando alla pulsione sessuale oppone la rimozione.
Cospicui sono gli studi più recenti sulla correlazione fra perversione, devianza, traumi, autolesionismo, attaccamento e abusi. Dalla letteratura psicologica e psichiatrica si evince come, al di là dei complessi profili psicologici degli interessati e delle motivazioni profonde che li possono condurre alla perversione, queste pratiche sono più spesso frequenti in soggetti di tipo borderline.. Una delle cause emotive ricorrenti risulta il senso di colpa.